# Malerzów
Malerzów (niem. Maliers) – wieś w Polsce położona w województwie dolnośląskim, w powiecie oleśnickim, w gminie Dobroszyce.

## Podział administracyjny
W latach 1975–1998 miejscowość administracyjnie należała do województwa wrocławskiego.

## Nazwa
W latach 1935–1945 miejscowość nosiła nazwę Malen.

## Historia
Znajduje się tam stary cmentarz niemiecki który został zniszczony podczas II wojny światowej, w centrum którego przed wojną stał kościół. Znajduje się tam również dom myśliwski Hubertówka.

## Otoczenie
Wieś jest położona pośród dolnośląskich borów sosnowych.